# Antony Blinken
Antony John Blinken (New York, 16 april 1962) is een Amerikaans diplomaat en ambtenaar. Van 26 januari 2021 tot 20 januari 2025 was hij minister van Buitenlandse Zaken in het kabinet-Biden. Hij werd opgevolgd door Marco Rubio nadat Donald Trump president werd. Eerder was hij nationaal veiligheidsadviseur van vicepresident Joe Biden van 2009 tot 2013, nationaal vice-veiligheidsadviseur van 2013 tot 2015 en onderminister van Buitenlandse Zaken van 2015 tot 2017.

## Loopbaan
Hij studeerde rechten aan de Harvard-universiteit, waar hij het dagelijkse studentenblad en het wekelijkse kunstmagazine verzorgde. Hij studeerde af aan de Columbia Law School en werkte als jurist in New York en Parijs. Tijdens de presidentiële campagne van 1988 was hij actief als fondsenwerver voor Michael Dukakis.
Tijdens zijn loopbaan werkte Blinken in verschillende overheidsfuncties. Voorafgaand aan zijn carrière in het kabinet-Obama was hij in lagere functies werkzaam voor het kabinet-Clinton. Ook was hij medewerker bij het Center for Strategic and International Studies (CSIS).
Gedurende het presidentschap van Barack Obama werkte hij als nationaal veiligheidsadviseur van vicepresident Joe Biden, nationaal vice-veiligheidsadviseur en onderminister van Buitenlandse Zaken.
Na het aantreden van Donald Trump als president verliet Blinken de overheidsdienst. Sindsdien doceerde hij onder andere aan de Universiteit van Chicago. Hij trad ook op als commentator en analist voor The New York Times en CNN.
Sinds 26 januari 2021 is hij minister van Buitenlandse Zaken in het kabinet-Biden.
In de aanloop naar het besluit van de Verenigde Staten tot terugtrekking van de troepen uit de Afghaanse oorlog bezocht hij tweemaal Brussel voor consultatie met bondgenoten. In mei 2021 nam hij in Londen deel aan de eerste G7-vergadering van ministers van Buitenlandse Zaken in twee jaar.